# St. Hedwig
St. Hedwig – miasto w Stanach Zjednoczonych, w stanie Teksas, w hrabstwie Bexar. Należy do obszaru metropolitalnego miasta San Antonio.
Miasto zostało założone przez Johna Demmera w 1852, który tak jak większość z pierwszych osadników pochodził ze Śląska Opolskiego. Nazwa nawiązuje do świętej Jadwigi Śląskiej. Cztery lata powstaniu zbudowano pierwszy kościół katolicki, a w 1868 pierwszy murowany kościół. W 1897 miasto liczyło około 200 rodzin, głównie polskich i niemieckich.